# John Lacy
John Lacy est un acteur américain, né le 29 août 1965 à Iowa City, dans l'Iowa (États-Unis).

## Filmographie

### Cinéma
- 1990 : Checkered Flag de John Glen et Michael Levine : Bouncer
- 1990 : Instant Karma de Roderick Taylor : Lucius
- 1991 : Dogfight de Nancy Savoca : Fector
- 1993 : Dragon, l'histoire de Bruce Lee (Dragon: The Bruce Lee Story) de Bruce Lee : Nunnemacher
- 2007 : Zodiac de David Fincher : Zodiac 4
- 2011 : Red State de Kevin Smith : Bruce, le père de Travis
- 2012 : Hitchcock de Sacha Gervasi : Premier gardien
- 2013 : Le Congrès d'Ari Folman : un garde
- 2015 : Frankenstein de Bernard Rose : Rubin
- 2015 : Alvin et les Chipmunks : À fond la caisse de Walt Becker : Propriétaire

### Téléfilms
- 1989 : When He's Not a Stranger (en) : Football Player #1
- 1991 : Earth Angel : Jock
- 1992 : Wild Card : Vollie
- 2004 : Helter Skelter : CHP Officer
- 2007 : Mission Alcatraz 2 : Murphy
- 2012 : Un amour de chien : Doc, Trainer
- 2014 : Squatters : Clerk
- 2019 : Dans la peau de mon frère jumeau : Derrick / Alex

### Séries télévisées
- 1989 : La Vie de famille (saison 1, épisode 16) : Barry
- 2000 : Urgences (saison 7, épisode 11) : Kevin Poole
- 2000 : Malcolm (saison 2, épisode 10) : spectateur
- 2001 : New York Police Blues (saison 9, épisode 9) : Brian Halverson
- 2004 : Les Experts (saison 5, épisode 9) : Agent spécial de l'ATF John Calder
- 2004 : Desperate Housewives (saison 1, épisode 18) : Détective Beckerman
- 2005 : Over There (saison 1, épisode 8 à 10) : Principal Howard
- 2006 : Shark (saison 1, épisode 17) : Terry Burns
- 2006 : Bones (saison 2, épisode 13) : EddBill Dowd
- 2006 : 24 heures chrono (saison 5, épisode 24) : le copilote
- 2008 : Mentalist (saison 1, épisode 3) : Kyle Rayburn
- 2008 : Esprits criminels (saison 4, épisodes 25 et 26) : Jeff Bedwell
- 2009 : Saving Grace (saison 3, épisode 5) : Wayne Wilson
- 2009 : Monk (saison 8, épisode 7) : Coach Chauncey
- 2009 : Dr House (saison 6, épisode 14) : Dr Dave Thomas
- 2010 : Weeds (saison 6, épisode 7) : Bruce
- 2010 : Grey's Anatomy (saison 7, épisode 6) : Zack
- 2011 : Private Practice (saison 5, épisode 9) : Jim Davies
- 2013 : Touch (saison 2, épisode 8) : Jerry Woods
- 2013 : Rizzoli & Isles (saison 4, épisode 11) : Dustin Williams
- 2013 : Major Crimes (saison 2, épisode 13) : Jimmy Bosch
- 2014 : The Red Road (saison 1, épisode 4) : Agent Greenwood
- 2014 : Sons of Anarchy (saison 7, épisode 3) : Ken Haas
- 2014 : Psych : Enquêteur malgré lui (saison 8, épisode 4) : Edward Tripp
- 2014 : Hell on Wheels : L'Enfer de l'Ouest (saison 4, épisodes 8 et 9) : Virgil Farnsworth
- 2015 : Nashville (saison 4, épisode 14) : Détective Gibbs
- 2015 : NCIS: Los Angeles (saison 7, épisode 12) : Chef de la sécurité Oaks
- 2017 : Chance (saison 2, épisode 6) : Simon Stenhouse
- 2018 : For the People (saison 1, épisode 1) : Dave
- 2018 : American Crime Story (saison 2, épisodes 4 et 9) : Howard Madson
- 2021 : American Horror Story: Double Feature (saison 10, épisodes 1 et 2) : Mikey, l'épicier
- 2025 : Tracker (saison 2, épisode 17) : le vendeur d'armes